# Die PARTEI
Die PARTEI (en español, «El PARTIDO»), denominado formalmente Partei für Arbeit, Rechtstaat, Tierschutz, Elitenförderung und basisdemokratische Initiative (en español, «Partido por el Trabajo, Estado de Derecho, Protección de los Animales, Fomento de las Élites e Iniciativas Democráticas de Base»), es un partido político alemán fundado en 2004 por los editores de la revista satírica alemana Titanic.
El líder del partido es Martin Sonneborn. Es un partido satírico, cuyo objetivo es parodiar a la política alemana. Como partido de esta naturaleza, sus propuestas son a menudo absurdas y parodian y ridiculizan propuestas o características de otros partidos. Algunas de sus propuestas incluyen la introducción de una cuota de vagos, la construcción de un muro alrededor de Suiza y un sueldo mínimo de un millón de euros.
En las elecciones al Parlamento Europeo de 2014, el partido ganó un escaño, siendo la primera vez que un partido satírico ha ganado un escaño en el Parlamento Europeo. En las elecciones al Parlamento Europeo de 2019 aumentó su representación a dos eurodiputados, siendo sus representantes electos Martin Sonneborn y Nico Semsrott. Este último abandonó el partido en 2021.
Desde noviembre de 2020 hasta octubre de 2021 se encontró representado en el Bundestag por el diputado Marco Bülow, exmiembro del SPD.

## Historia

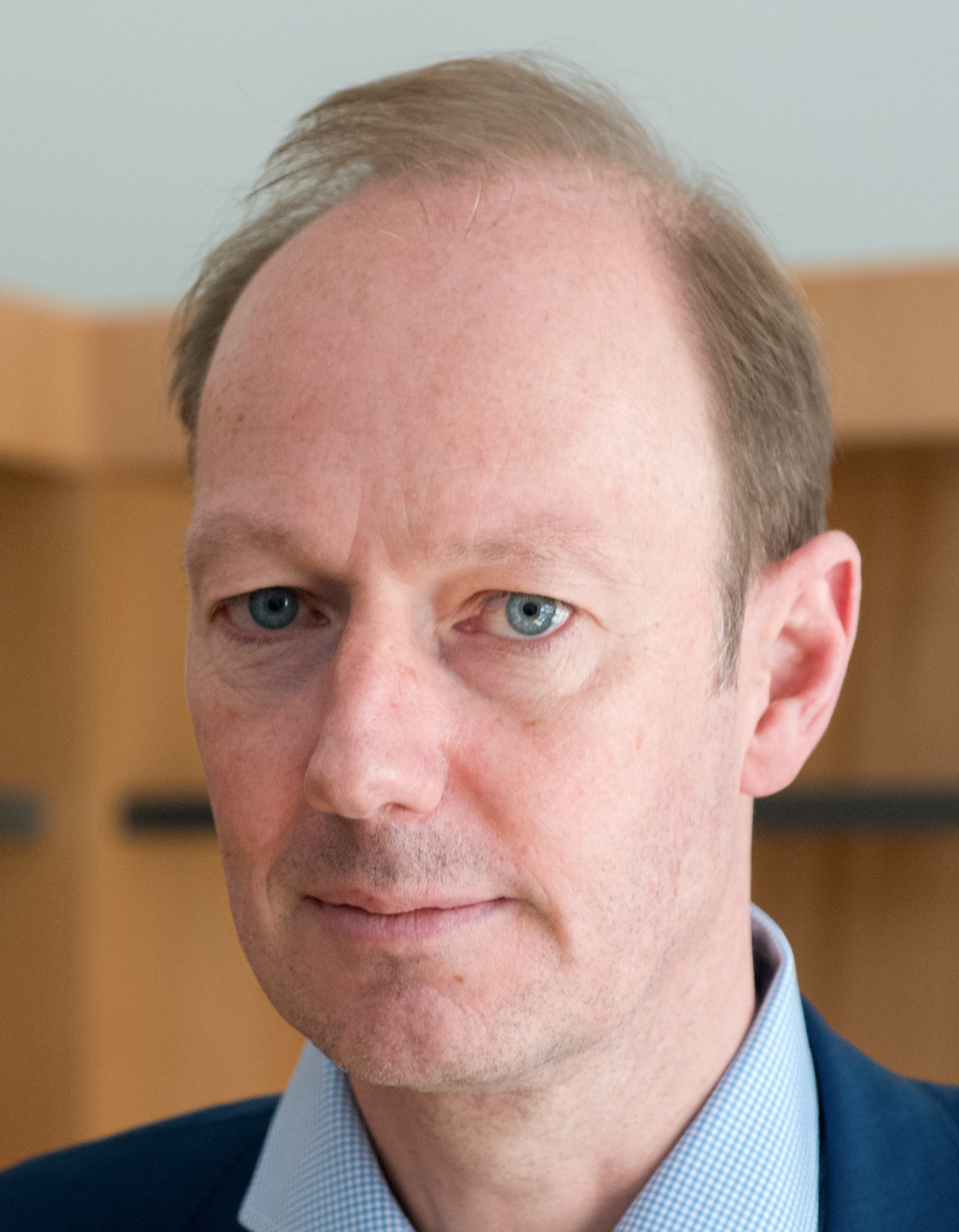
Martin Sonneborn, líder del partido

El partido participa en las elecciones federales, estatales, europeas, locales y de alcaldes desde 2005. Su mejor resultado a nivel estatal hasta ahora ha sido cuando alcanzó el 2,0% de los votos en las elecciones estatales de Berlín de 2016. 
En las   elecciones federales de 2005 el partido obtuvo menos del 0.1%. En las   elecciones federales de 2009 la participación les fue prohibida, debido a su falta de seriedad, por la Comisión Federal Electoral, lo cual generó controversia. Sin embargo, para las elecciones federales de 2013 la Comisión Federal de nuevo les permitió la participación, y obtuvieron un 0.2%. En las elecciones federales de 2017 obtuvo un 1.0%, repitiendo este porcentaje en las elecciones federales de 2021.

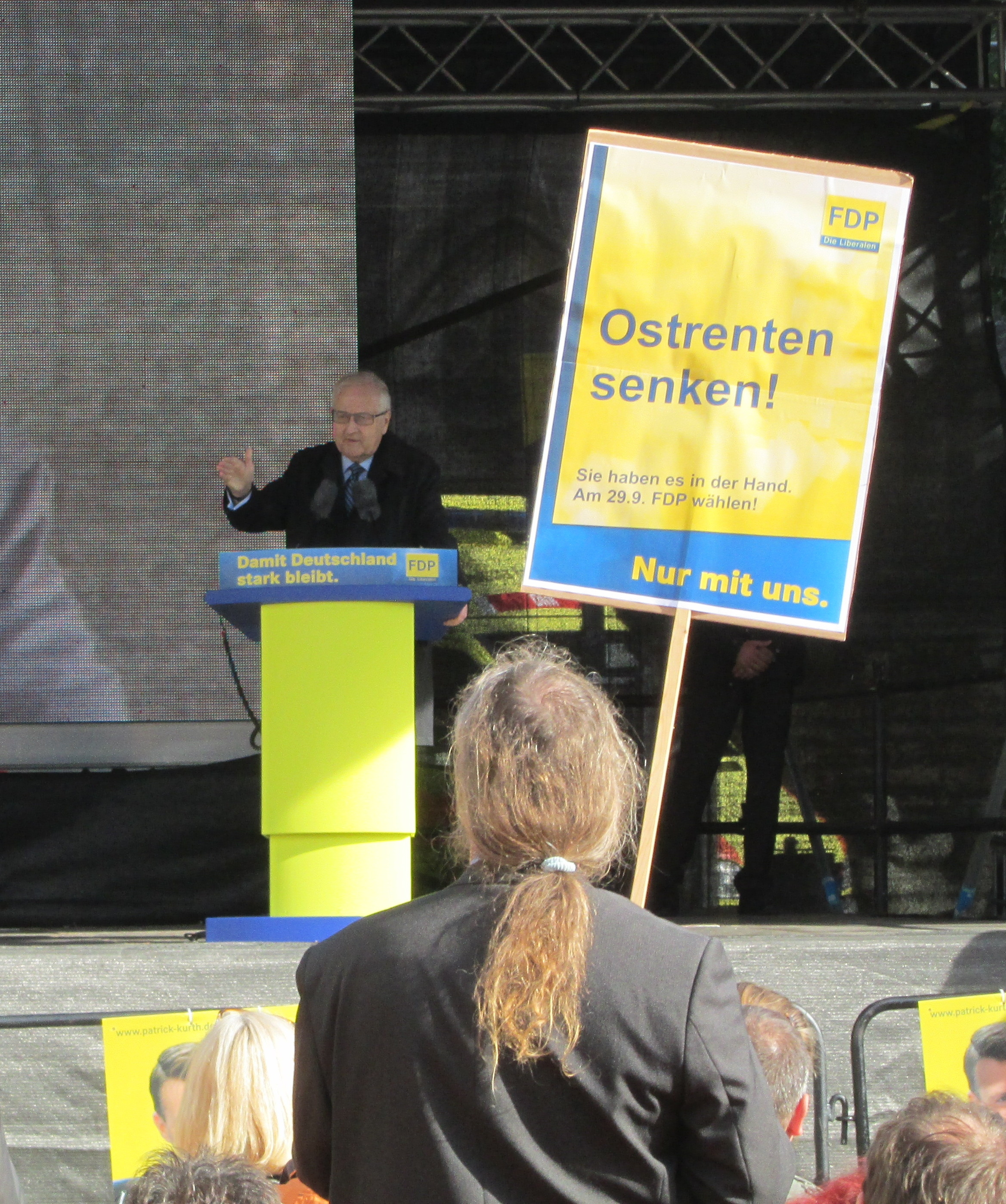
Miembro de Die Partei en un mitin del Partido Democrático Liberal (FDP) sosteniendo un cartel con el diseño de este último partido, con el lema: "reducir las pensiones en el Este", satirizando al FDP.

Aunque el partido cumple los requisitos legales de la Ley de partidos políticos, su sinceridad entra ocasionalmente en cuestión, ya que imita y satiriza  características y métodos de campaña de otros partidos y participa ocasionalmente en sus eventos.